# Leila Sobral
Leila de Souza Sobral Freitas (São Paulo, 22 de novembro de 1974) é uma ex-jogadora de basquetebol brasileira. Foi campeã mundial em 1994 com a seleção brasileira, além de ter sido medalha de prata nos Jogos Olímpicos de Verão de 1996.

## Biografia
Começou a treinar basquete aos seis anos, no Pirelli, por influência de sua irmã, a também jogadora Marta Sobral. Conseguiu chegar à seleção adulta, participando da conquista do título do Campeonato Mundial de 1994, aos 19 anos. Em 1996, foi medalha de prata nos Jogos Olímpicos de Atlanta.
Em 1998, conseguiu ser selecionada para jogar na WNBA, onde jogou pelo Washington Mystics. Uma temporada depois, estava no Panatinaikos, da Grécia.
Nos Jogos Pan-Americanos de 1999, sofreu uma lesão no joelho, afastando-se das quadras. No período fora das competições, chegou a processar o Comitê Olímpico Brasileiro por perdas e danos morais e materiais. Leila afirmou que correu o risco de "ficar inválida" para o esporte, acusando o COB de negligência, imperícia e omissão de socorro. Permaneceu três anos longe das quadras, voltando a jogar em 2003, pelo Santo André.
Voltou à seleção brasileira e disputou os Jogos Olímpicos de Verão de 2004. No mesmo ano, acertou com o Celta, da Espanha, após ter jogado o Campeonato Paulista pelo São Paulo-Guaru.
Encerrou a carreira em 2010, passando a trabalhar na organização de festas e buffets. Em 2016, era missionária evangélica de uma igreja em São Carlos.